# Bembix bubalus
Bembix bubalus  (лат.) — вид песочных ос рода Bembix из подсемейства Bembicinae (Crabronidae). Обнаружены в южной Африке: ЮАР (Northern Cape, Western Cape, Eastern Cape). Среднего размера осы: длина тела около 2 см. Тело коренастое, чёрное с развитым жёлтым рисунком. Лабрум вытянут вперёд подобно клюву. Ассоциированы с растениями 2 семейств: Fabaceae (Mimosoideae, Acacia karroo Hayne. и Acacia caffra (Thunb.) Willd.) (Zygophyllaceae (Zygophyllum retrofractum Wied.). В качестве жертв отмечены мухи из 7 семейств: Stratiomyidae, Tabanidae, Syrphidae, Bombyliidae, Muscidae, Sarcophagidae и Tachinidae. Гнездятся крупными колониями до 1000 и более гнёзд, расположенных в почве. Вид был впервые описан в 1893 году австрийским энтомологом Антоном Хандлиршом (Anton Handlirsch, 1865—1935) по материалам из Южной Африки
.